# Зграда у којој је било седиште прве Комунистичке општине - седиште СО Лесковац
Зграда у којој је било седиште прве Комунистичке општине - седиште СО Лесковац налази у склопу централног градског језгра у Лесковцу. Уписана је у листу заштићених споменика културе Републике Србије (ИД бр. СК 921).

## Карактеристике
Зграда је подигнута почетком XX века, по свој прилици по пројекту архитекте Светозара Јовановића. Зграда је приземна и саграђена је на угаоној парцели тако да са својим положајем ослања на регулациону линију улице. Угао зграде је засечен у чијем се склопу формира главна улазна партија са улазом уздигнутим са неколико степца. Распоред канцеларија одвија се преко ходника дуж оба тракта зграде. Спољни изглед одликује се миром и композиционо веома једноставном фасадном пластиком у духу неоренесансе, а састоји се из венца прозорских отвора и поделе целокупног фасадног платна по вертикали на хоризонталне редове са имитацијом спојница, што долази до изражаја нарочито на угловима фасадних трактова и ризилишта, уз имитацији распореда камених блокова у малтеру. Сокла зграде начињена је од камених блокова правилног облика и димензија, а кров покривен црепом.